# Bamus
El Bamus, també conegut com a South Son i Sudsohn és un estratovolcà de l'illa de Nova Bretanya, a Papua Nova Guinea. Es troba al nord-est de l'Ulawun. El seu cim s'eleva fins als 2.248 msnm. La darrera erupció documentada va tenir lloc el 1886.